# Erick Torres (football, 1993)
Pour les articles homonymes, voir Erick Torres (homonymie).
Erick  "Cubo" Torres est un footballeur international mexicain né le 19 janvier 1993 à Guadalajara. Il joue au poste d'attaquant aux Lights de Las Vegas en USL Championship.

## Biographie
Le 23 décembre 2014, Cubo Torres finalise son engagement en tant que joueur désigné de la MLS avec le Dynamo de Houston.
Il s'engage avec les Lights de Las Vegas, formation de USL Championship, le 7 mars 2023.

## Palmarès
Chivas de Guadalajara
- Finaliste de la Coupe du Mexique en 2015 (Apertura)